# العلاقات التركية اللاتفية
العلاقات التركية اللاتفية هي العلاقات الثنائية التي تجمع بين تركيا ولاتفيا.

## مقارنة بين البلدين
هذه مقارنة عامة ومرجعية للدولتين:
| وجه المقارنة                                              | تركيا         | لاتفيا                                             |
| --------------------------------------------------------- | ------------- | -------------------------------------------------- |
| المساحة (كم2)                                             | 783.56 ألف    | 64.59 ألف                                          |
| عدد السكان (نسمة)                                         | 80.14 مليون   | 1.93 مليون                                         |
| الكثافة السكانية (ن./كم²)                                 | 102.28        | 29.88                                              |
| العاصمة                                                   | أنقرة         | ريغا                                               |
| اللغة الرسمية                                             | اللغة التركية | اللغة اللاتفية                                     |
| العملة                                                    | ليرة تركية    | يورو، لاتس لاتفي، الروبل اللاتفي ‏، الروبل اللاتفي ‏ |
| الناتج المحلي الإجمالي (بليون دولار)                      | 851.10 مليار  | 30.26 مليار                                        |
| الناتج المحلي الإجمالي (تعادل القوة الشرائية) بليون دولار | 1.57 تريليون  | 49.24 مليار                                        |
| الناتج المحلي الإجمالي الاسمي للفرد دولار أمريكي          | 9.12 ألف      | 14.06 ألف                                          |
| الناتج المحلي الإجمالي للفرد دولار أمريكي                 | 19.79 ألف     | 23.55 ألف                                          |
| مؤشر التنمية البشرية                                      | 0.761         | 0.819                                              |
| رمز المكالمات الدولي                                      | +90           | +371                                               |
| رمز الإنترنت                                              | .tr           | .lv                                                |
| المنطقة الزمنية                                           | ت ع م+03:00   | ت ع م+02:00، ت ع م+03:00، أوروبا/ريغا ‏             |

## مدن متوأمة
في ما يلي قائمة باتفاقيات التوأمة بين مدن تركية ولاتفية:
- ترتبط هكاري مع كراسلافا باتفاقية توأمة.

## منظمات دولية مشتركة
يشترك البلدان في عضوية مجموعة من المنظمات الدولية، منها:
| علم المنظمة | اسم المنظمة                               | تاريخ انضمام تركيا | تاريخ انضمام لاتفيا |
| ----------- | ----------------------------------------- | ------------------ | ------------------- |
|             | وكالة ضمان الاستثمار متعدد الأطراف        | 3 يونيو 1988       | 21 أغسطس 1998       |
|             | منظمة التعاون الاقتصادي والتنمية          | ?                  | 16 يونيو 2016       |
|             | الأمم المتحدة                             | 24 أكتوبر 1945     | 17 سبتمبر 1991      |
|             | الفريق المعني برصد الأرض                  | ?                  | ?                   |
|             | مركز تنسيق الحركة في أوروبا ‏              | ?                  | ?                   |
|             | منظمة حظر الأسلحة الكيميائية              | ?                  | ?                   |
|             | منظمة التجارة العالمية                    | 26 مارس 1995       | 1999                |
|             | منظمة الشرطة الجنائية الدولية             | ?                  | ?                   |
|             | منظمة الأمن والتعاون في أوروبا            | 25 يونيو 1973      | 10 سبتمبر 1991      |
|             | مؤسسة التنمية الدولية                     | 22 ديسمبر 1960     | 11 أغسطس 1992       |
|             | حلف شمال الأطلسي                          | 18 فبراير 1952     | 29 مارس 2004        |
|             | يونسكو                                    | 4 نوفمبر 1946      | 9 يوليو 1951        |
|             | مجلس أوروبا                               | 9 أغسطس 1949       | ?                   |
|             | الاتحاد البريدي العالمي                   | ?                  | ?                   |
|             | البنك الدولي للإنشاء والتعمير             | 11 مارس 1947       | 11 أغسطس 1992       |
|             | اتفاقية السماوات المفتوحة                 | ?                  | ?                   |
|             | المنظمة الهيدروغرافية الدولية             | ?                  | ?                   |
|             | الاتحاد الدولي للاتصالات                  | 1866               | 11 ديسمبر 1921      |
|             | مؤسسة التمويل الدولية                     | 19 ديسمبر 1956     | 29 سبتمبر 1993      |
|             | المنظمة الأوروبية لسلامة الملاحة الجوية   | 1989               | 2011                |
|             | المركز الدولي لتسوية المنازعات الاستشارية | 2 أبريل 1989       | 7 سبتمبر 1997       |
|             | مجموعة أستراليا                           | 2000               | 2004                |
|             | مجموعة الموردين النوويين                  | ?                  | ?                   |

## وصلات خارجية
- موقع وزارة الخارجية التركية
- موقع وزارة الخارجية اللاتفية